# Спонтанеизм

Символ спонтанеистов

Спонтанеизм (или революционная спонтанность, или мао-спонтекс, или спонти, или анархо-маоизм) — теория социальной революции, возникшая в Европе во Франции и Германии в 1968 году на волне студенческих протестов, которая по убеждениям её сторонников, должна происходить спонтанно, силами низов, исповедовавшая смесь маоистской и анархистской идеологий. 

## Мировоззрение «спонти»
Необходимость революционной спонтанности масс являлась основным посылом спонтанеистов. «Спонти» разделяли идеи антиавторитарного и антииерархического бунта, противопоставляли просоветской коммунистической партии — «реальную» коммунистическую партию. Частично идеологическим отражением спонтанеистов выступали такие французские философы, как Мишель Фуко и Жан-Поль Сартр. Придерживаясь тактики «хождения в народ» и «погружения в массы», спонтанеисты считали нужным отправлять студентов работать неквалифицированными рабочими на заводах и фабриках, где их обязанностью являлась агитация рабочего класса. «Спонти» ориентировались на маоистский Китай и Культурную революцию, отождествляя себя с борцами против государственного аппарата и капиталистов. Для спонтанеистов был характерен уход в личностный мир. Трудоголизму они противопоставляли «принцип удовольствия и радости». Отрицали всё, что могло показаться возвратом к «представительной политике» и «функционализму». Отрицая демократический централизм, они выступали за полную неконтролируемость и безотчетность.